# Волик Сергій Миколайович
Сергій Миколайович Волик — заступник командувача Центру територіальних військ Південного ВО ЗС РФ — куратор окупаційних сил Росії на Донбасі у 2016 році.

## Життєпис
1988 р. закінчив Рязанське повітрянодесантне командне училище.
У 1988—1996 служив на різних посадах у 234-му парашутнодесантному полку, який (у складі 76-ї повітрянодесантної дивізії) воював у першій російсько-чеченській війні. 28 грудня 1994 року Волика було поранено.
1996 року вступив до військової академії імені М. В. Фрунзе. Завершив навчання 1999 року (на той час академія ім. Фрунзе була включена до складу загальновійськової академії ЗС РФ).
У 1999—2003 рр. служив у 104-му парашутнодесантному полку, який воював у другій російсько-чеченській війні. Зокрема, широковідомим став бій під Улус-Кертом (у російській історіографії — «бій за висоту 776»), у якому з 90 десантників 104-го полку живими лишилося шестеро. Тодішнього командира полку Сергія Мелентьєва невдовзі перевели до іншої частини, слідство висунуло йому звинувачення у службовій халатності, однак його амністували. Командиром полку призначили Сергія Волика.
У 2003—2005 роках полковник Волик командував 119-м парашутно-десантним полком, який під його керівництвом розформували.
Із 2006 року до липня 2007 року служив начальником штабу 106-ї повітряно-десантної дивізії в Тулі.
2 липня 2007 року призначений командиром 31-ї окремої десантно-штурмової бригади, де служив до 2008 року. У серпні 2008 року батальйонна тактична група 31-ї бригади воювала в Південній Осетії.
2010 року закінчив військову академію Генерального штабу РФ.
2011—2013 року служив начальником відділу бойової підготовки Повітрянодесантних війск РФ (ПДВ РФ).
У серпні 2013 року призначений командувачем 98-ї повітрянодесантної дивізії РФ, частини якої в серпні 2014 року вступили в бої під Іловайськом.
Військове звання генерал-майор присвоєно указом президента РФ від 21.02.2015 № 91.
Наприкінці 2015 року залишив посаду командира 98-ї дивізії.
2016 року був заступником командувача Центру територіальних військ ПдВО РФ, що керував діями 1-го та 2-го армійських корпусів на Донбасі.
2018 року — заступник командуючого 2-ї гвардійської загальновійськової армії РФ.
У 2019—2023 роках був заступником командувача ПДВ РФ із бойової підготовки.

## Нагороди
Станом на 2013 був нагороджений орденами Мужності, «За військові заслуги», Пошани, «За службу Батьківщині у Збройних Силах СРСР», медалями.
Після початку збройної агресії проти України російських військових стали нагороджувати таємно, однак колекціонери нагород відзначили, що у 2019—2020 роках Волик з'являвся на урочистостях з орденами Жукова і Суворова.